# 스타피쉬
스타피쉬(영어: Starfish)는 콜드플레이라는 밴드의 두번째 밴드명이다.

## 역사
스타피쉬는 크리스 마틴, 존 버클랜드에 이어 가이 베리맨이 합류했을 때의 밴드명이다. 당시 무명이었던 이들은 500장의 ep를 시작으로 밴드활동을 시작해나가기 시작했고 수많은 공연을 이어나가던 그들은 한 소속사 계약을 하게 되는데 이때 발명된 음악이 Yellow다